# توماس کیت گلنان
توماس کیت گلنان (به انگلیسی: Thomas Keith Glennan) زندگی در (۸ سپتامبر ۱۹۰۵ – ۱۱ آوریل ۱۹۹۵) نخستین مدیر ناسا بود که از ۱۹ اوت ۱۹۵۸ تا ۲۰ ژانویه ۱۹۶۱ به‌سمت مدیر ناسا باقی‌ماند.